# Nikki (cantora)
Aimê de Carvalho Bocchi (São Bernardo do Campo, 18 de janeiro de 1990), mais conhecida por seu nome artístico Nikki Valentine e anteriormente como Nicky Valentine, é uma cantora, compositora e atriz brasileira.

## Carreira
Nikki Valentine é cantora desde criança e atriz de musicais formada pela escola de atores Wolf Maya como Garota Glamour, Rock Show e Divas O Musial. Em 2011 sua canção Deep In My Heart foi trilha sonora da telenovela Malhação. Sua música Sometimes alcançou o primeiro lugar no ranking do iTunes Brasil. Além disso sua faixa Cha Cha Boom foi destaque internacional, tocando em vários países da Europa e das Américas.
Em 2013 desbancou nomes como Lana Del Rey e Daft Punk no ranking de músicas mais vendidas no iTunes com o remix de “Sometimes”. No ano seguinte lançou seu álbum de estreia Papa’s Princess contendo os singles “Acabou”, “Vai Voltar” e “My Samba”, canção lançada para a Copa do Mundo de 2014. Já em 2015 mudou seu nome artístico de Nicky Valentine para Nikki e lançou seu EP autointitulado.
Em outubro de 2015 integrou a quarta temporada do talent show The Voice Brasil no qual foi finalista pelo time Claudia Leitte.
En April 2016, Moka Blast lanzó "Vida Loca" con DreamKayris y Nikki de su álbum Blast Radiius
Desde 2018, é jurada do talent-show Canta Comigo.
| Audições às Cegas (1 de outubro)                  | "Don't Wake Me Up"                                             | 1                            | Todas as cadeiras viradas Escolheu Cláudia Leitte |
| Batalhas (11 de novembro)                         | "(I Can't Get No) Satisfaction" (contra Bella Schneider)       | 11                           | Venceu a batalha                                  |
| Shows Ao Vivo - Oitavas de Final (26 de novembro) | "Não Para"                                                     | 5                            | Salva pela técnica                                |
| Shows Ao Vivo - Quartas de Final (10 de dezembro) | "Wrecking Ball"                                                | 8                            | Salva pela técnica                                |
| Shows Ao Vivo - Semifinal (17 de dezembro)        | "Hello"                                                        | 8                            | Maior pontuação, 76 pontos                        |
| Shows Ao Vivo - Final (25 de dezembro)            | "Maluco Beleza" / "Metamorfose Ambulante" / "Gita"             | 1                            | Finalista                                         |
| Shows Ao Vivo - Final (25 de dezembro)            | "Is This Love" (com Claudia Leitte)                            | 7                            | Finalista                                         |
| Shows Ao Vivo - Final (25 de dezembro)            | "Óculos" (com Ayrton Montarroyos, Júnior Lord e Renato Vianna) | Apresentação não competitiva | Finalista                                         |

## Discografia
Álbuns de estúdio
- 2014: Papa's Princess
- 2015: Nikki

## Teatro
| Ano  | Título         | Nota    |
| ---- | -------------- | ------- |
| 2011 | Garota Glamour | Musical |
| 2012 | Rock Show      | Musical |
| 2016 | Divas          | Musical |

## Turnês
- The Doll Tour (2011–12)[9]
- My Dirty Valentine (2013)[9]
- Papa's Princess Tour (2014)[10]
- Turnê Metamorfose (2015–16)
- Turnê Sou Pop (2016–17)[11]

## Prêmios e indicações
| Ano  | Prêmio                        | Categoria                        | Indicação                                            | Resultado | Ref.   |
| ---- | ----------------------------- | -------------------------------- | ---------------------------------------------------- | --------- | ------ |
| 2011 | Ômega Hitz Awards             | Revelação                        | Nicky Valentine                                      | Indicado  | [ 12 ] |
| 2011 | Ômega Hitz Awards             | Melhor Música da Programação     | "Deep In My Heart"                                   | Indicado  | [ 12 ] |
| 2012 | Ômega Hitz Awards             | Performance em Grupo ou Parceria | Nicky Valentine e Natália Damiani                    | Venceu    | [ 13 ] |
| 2012 | Ômega Hitz Awards             | Performance Nacional             | Nicky Valentine                                      | Indicado  | [ 14 ] |
| 2012 | Ômega Hitz Awards             | Produção Nacional                | "Call Me Bitch"                                      | Indicado  | [ 14 ] |
| 2012 | Ômega Hitz Awards             | Videoclipe Nacional              | "Call Me Bitch"                                      | Indicado  | [ 14 ] |
| 2012 | Ômega Hitz Awards             | Remix Nacional                   | "Call Me Bitch"                                      | Indicado  | [ 14 ] |
| 2012 | Ômega Hitz Awards             | Tour do Ano                      | The Doll Tour                                        | Indicado  | [ 14 ] |
| 2012 | DJ Sound Awards               | Single Nacional Feminino         | "Kiss Kiss Goodbye"                                  | Indicado  | [ 15 ] |
| 2013 | Ômega Hitz Awards             | Música Pop                       | "Kiss Kiss Goodbye"                                  | Venceu    | [ 16 ] |
| 2013 | Prêmio PapoMix da Diversidade | Melhor Cantora                   | Nikki/Nicky Valentine                                | Indicado  | [ 17 ] |
| 2014 | Ômega Hitz Awards             | Performance Feminina             | Nikki/Nicky Valentine                                | Venceu    | [ 18 ] |
| 2014 | Ômega Hitz Awards             | Música do Ano                    | "Cha Cha Boom" (Breno Barreto part. Nicky Valentine) | Venceu    | [ 18 ] |
| 2014 | Ômega Hitz Awards             | Remix Nacional                   | "Cha Cha Boom" (Breno Barreto part. Nicky Valentine) | Venceu    | [ 18 ] |
| 2014 | Ômega Hitz Awards             | Videoclipe Nacional              | "Acabou"                                             | Indicado  | [ 19 ] |
| 2014 | Ômega Hitz Awards             | Turnê do Ano                     | Papa's Princess Tour                                 | Indicado  | [ 19 ] |
| 2014 | Vipado Awards                 | Cantora do Ano                   | Nikki/Nicky Valentine                                | Venceu    | [ 20 ] |
| 2014 | Vipado Awards                 | Música do Ano                    | "Cha Cha Boom" (Breno Barreto part. Nicky Valentine) | Venceu    | [ 20 ] |
| 2016 | Premio Multishow              | Melhor Música                    | "Eu Faço Assim"                                      |           |        |
| 2016 | Premio Multishow              | Experimente                      | Nikki                                                |           |        |